# Malu Dreyer
Maria Luise Anna "Malu" Dreyer (født 6. februar 1961 i Neustadt an der Weinstraße) er en tysk politiker (SPD) og Ministerpræsident i Rheinland-Pfalz.

## Politisk karriere
Fra 1995 til 1997 var hun borgmester i Bad Kreuznach. 
Dreyer blev diagnosticeret i 1995 med multipel sklerose.
Hun var præsident for det tyske forbundsråd fra 1. november 2016 til 31. oktober 2017.

## Weblinks
- Wikimedia Commons har flere filer relateret til Malu Dreyer
- hjemmeside Arkiveret 4. november 2020 hos  Wayback Machine